# 丰拉夫拉达
丰拉夫拉达（西班牙語發音：[fwenlaˈβɾaða]，当地华人称为仓库区），是西班牙马德里自治区的一个市镇。总面积约39平方公里，总人口194,669人（2017年），人口密度4930人/平方公里。

## 地名
丰拉夫拉达这个地名可能来自西班牙语，中文意为“农田之泉”。它最早被记录在腓力二世的《测绘学描述》中。

## 人口
| 丰拉夫拉达 |
|            |
| 来源：INE  |

## 著名人物
- 羅伯托·吉米內茲·加戈：西班牙职业足球运动员，目前效力馬拉加足球俱樂部。
- 費蘭度·托利斯：西班牙职业足球运动员，是西班牙國家足球隊成员。[6]

## 图集

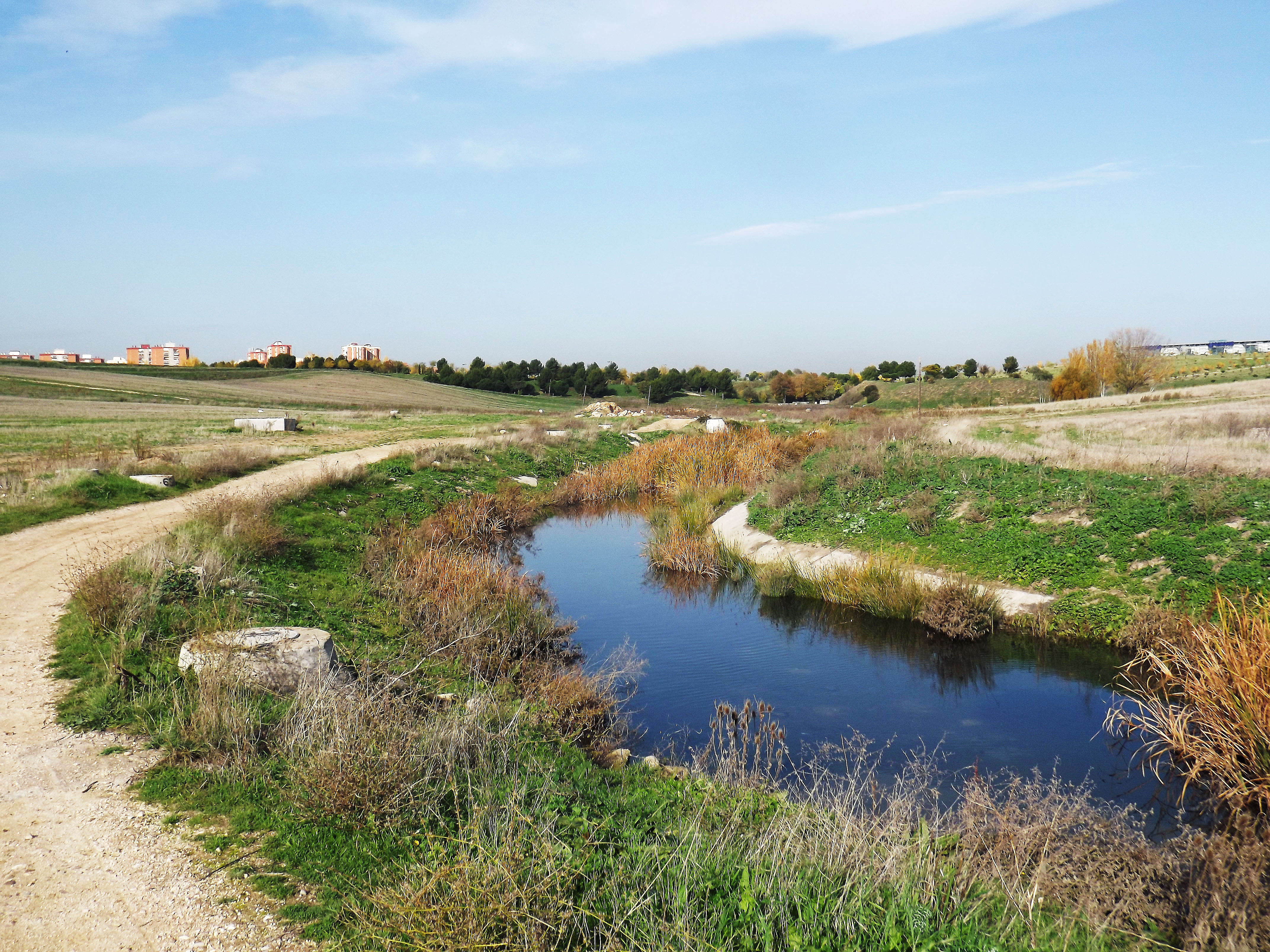
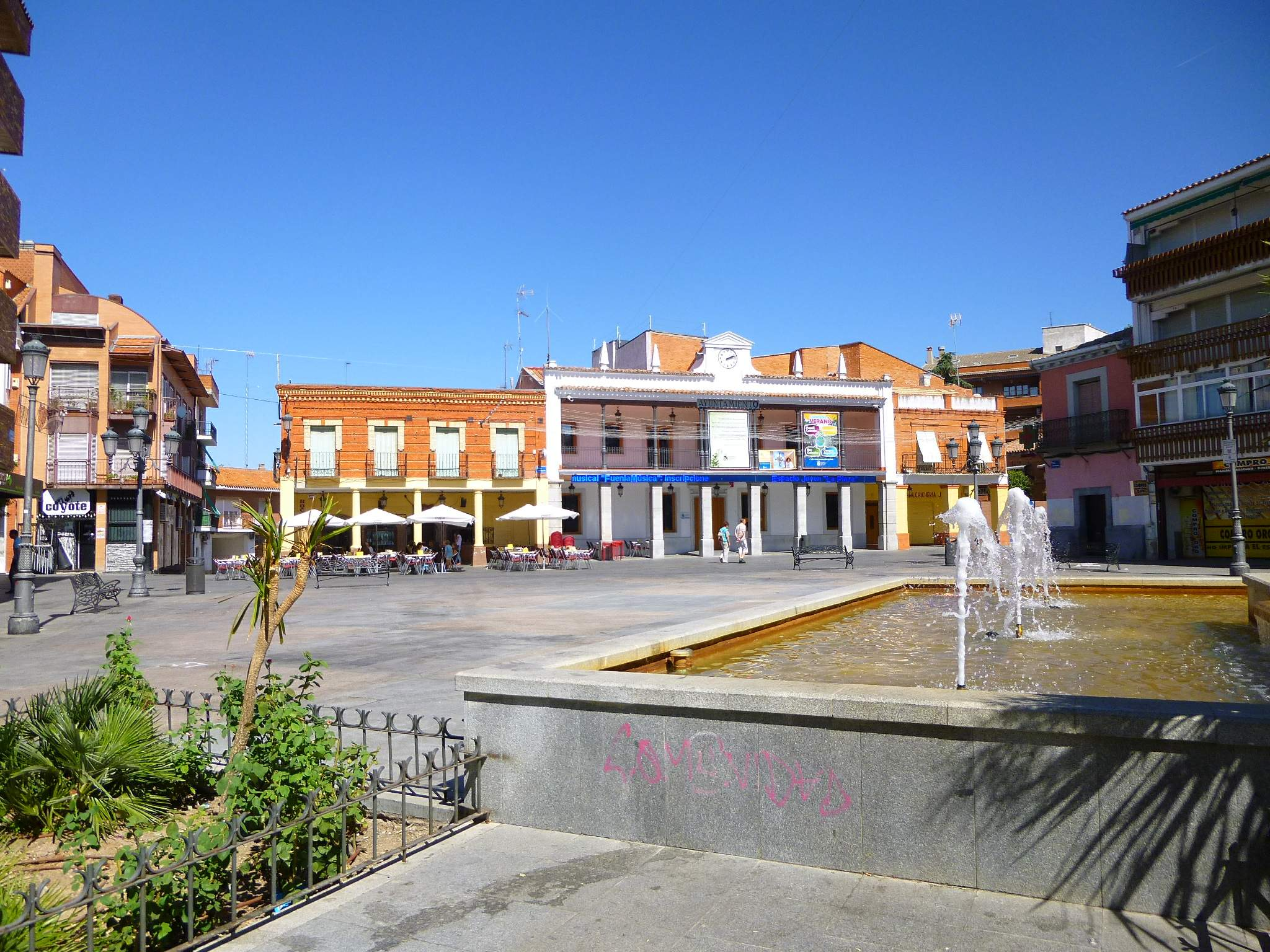
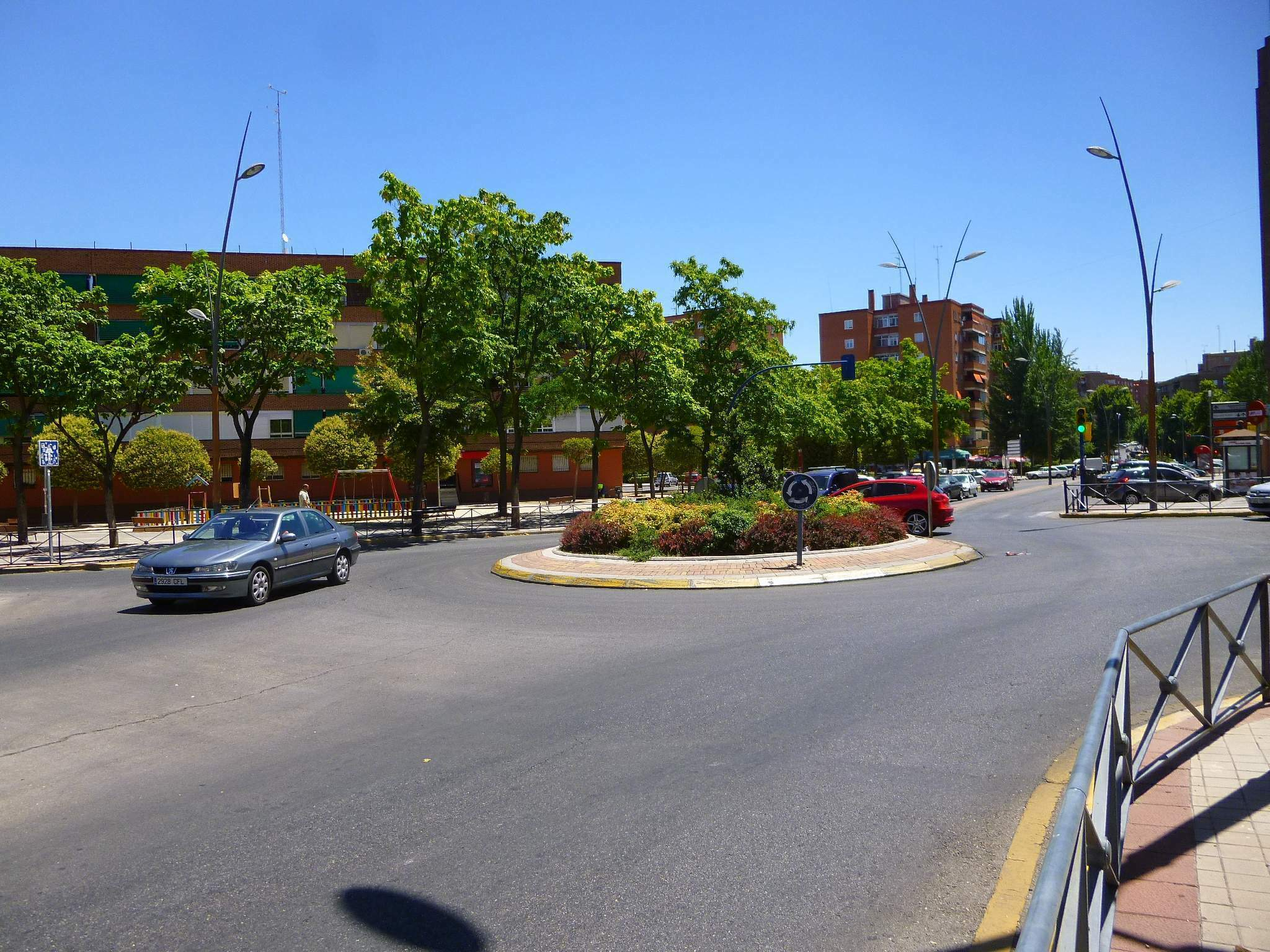
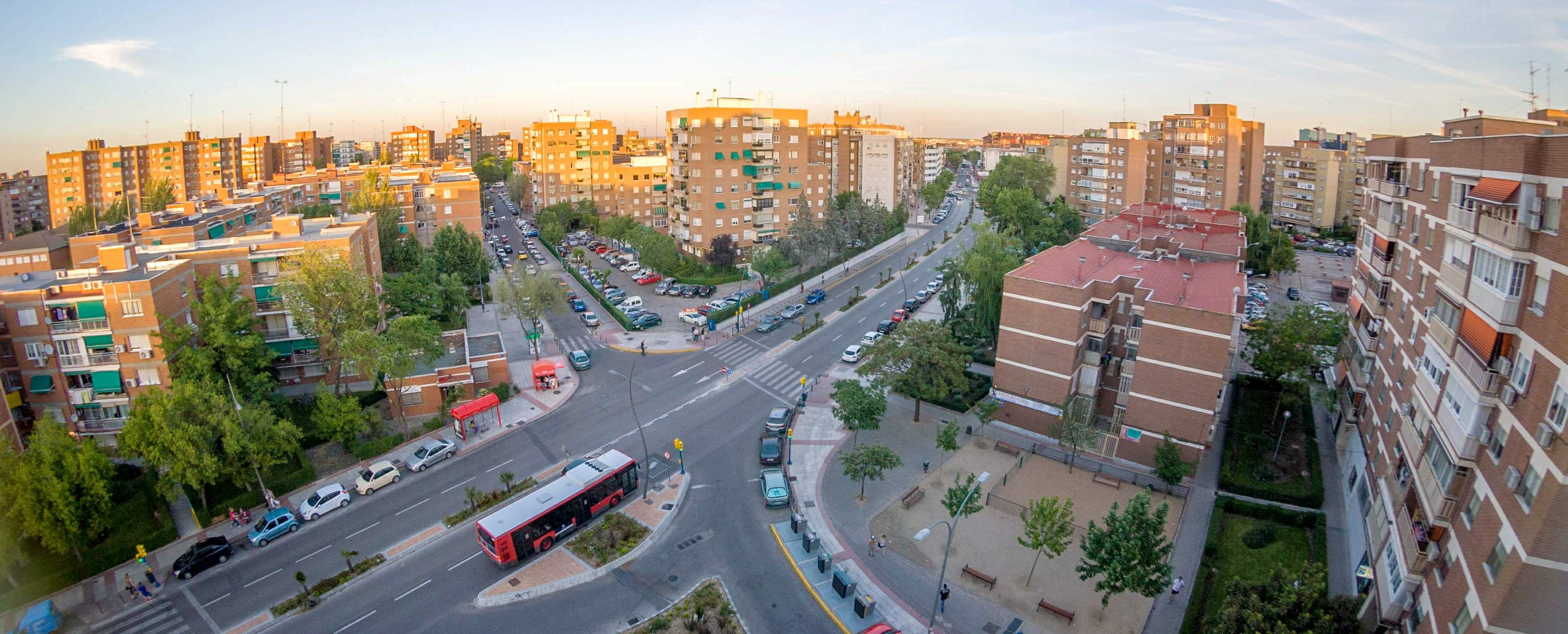